# Ola (Arkansas)
Ola es una ciudad ubicada en el condado de Yell en el estado estadounidense de Arkansas. En el Censo de 2010 tenía una población de 1281 habitantes y una densidad poblacional de 260,04 personas por km².

## Geografía
Ola se encuentra ubicada en las coordenadas 35°1′53″N 93°13′27″O / 35.03139, -93.22417. Según la Oficina del Censo de los Estados Unidos, Ola tiene una superficie total de 4.93 km², de la cual 4.58 km² corresponden a tierra firme y (6.99%) 0.34 km² es agua.

## Demografía
Según el censo de 2010, había 1281 personas residiendo en Ola. La densidad de población era de 260,04 hab./km². De los 1281 habitantes, Ola estaba compuesto por el 88.52% blancos, el 0.55% eran afroamericanos, el 1.64% eran amerindios, el 0.55% eran asiáticos, el 0% eran isleños del Pacífico, el 6.79% eran de otras razas y el 1.95% pertenecían a dos o más razas. Del total de la población el 18.03% eran hispanos o latinos de cualquier raza.